# تلمبه تاج‌آباد
تلمبه تاج‌آباد یک منطقهٔ مسکونی در ایران است که در دهستان محمودآبادسید واقع شده‌است. تلمبه تاج‌آباد ۲۳ نفر جمعیت دارد.